# Hoofdklasse hockey
De Hoofdklasse hockey is de hoogste hockeyafdeling in Nederland. In de Hoofdklasse die een mannen- en een vrouwenafdeling kent wordt gestreden om het landskampioenschap hockey.

## Algemeen
De Hoofdklasse werd voor het eerst geïntroduceerd in 1973 in het mannenhockey, toen de twaalf beste clubs zich gingen verenigen in één landelijke competitie. Voorheen streden de kampioenen van de vier districten Noord, Oost, West en Zuid tegen elkaar in een kampioenscompetitie. In het vrouwenhockey volgde de invoering van de Hoofdklasse pas veel later, in 1981. Tot de invoering van de play-offs werd de hoogst geklasseerde club aan het eind van de competitie landskampioen. Sinds de invoering van de play-offs in de jaren 90 moet hiervoor door de vier hoogst geklasseerde clubs apart gestreden worden.
Internationaal behoort de Hoofdklasse bij zowel de heren als de dames samen met de Engelse, Duitse en Spaanse tot een van de toonaangevende hockeycompetities in Europa.

## Merk & media
Net als bij de Eredivisie (mannenvoetbal) liggen de mediarechten bij de deelnemende clubs die zich hebben verenigd in de Hoofdklasse Hockey cv (HHcv). Sinds het seizoen 22/23 zijn de live broadcast-rechten voor Nederland verkocht aan Viaplay, die sindsdien alle wedstrijden in de Hoofdklasse live uitzendt. 
Sinds seizoen 24/25 heeft de Hoofdklasse een eigen website: https://tulphoofdklasse.com/ en worden de samenvattingen op YouTube geplaatst. 

### Naamswijzigingen
Vanaf 1992 besloot de KNHB naar het voorbeeld vanuit het voetbal deze competitie te laten sponsoren door kredietverzekeraar NCM (later Atradius), wat resulteerde in een naamsverandering naar NCM-competitie in de heren- en de dameshoofdklasse.
Per 1 juli 1996 nam de Rabobank het sponsorcontract over. Dit resulteerde in de nieuwe naam Rabobank-competitie. Ondanks deze naamsveranderingen, of misschien juist vanwege deze naamsveranderingen, bleef de competitie in het algemeen spraakgebruik steeds Hoofdklasse heten. In 2004 werd er dan ook voor gekozen om de naam te wijzigen in Rabo Hoofdklasse.
In 2012 stopte de Rabobank met het sponsoren van de hoogste competitie. Met ingang van het seizoen 2012/13 is de officiële naam weer Hoofdklasse. Bij de dameshoofdklasse heet de competitie sinds 11 oktober 2018 Livera Hoofdklasse Hockey Dames, vernoemd naar lingeriemerk Livera.
Tulp Keukens is sinds het seizoen 2020/2021 de naamgevende sponsor van de Hoofdklasse Heren Hockey. Die samenwerking beviel zo goed dat Tulp Keukens sinds 15 februari 2023 ook de naamgevende sponsor van de Hoofdklasse Dames Hockey is geworden. Sindsdien heet de competitie Tulp Hoofdklasse. 

## Competitie
De competitie start doorgaans in september en loopt tot en met april/mei en kent tussen december en februari een winterstop van ongeveer acht weken, waarin door veel hoofdklasseteams wordt meegedaan aan de zaalhockeycompetitie. De hoofdklasse (veld) kent bij zowel de mannen als de vrouwen twaalf clubs die elk 22 wedstrijden spelen, elf thuis en elf uit. Doorgaans worden de speelrondes op zondag afgewerkt, met de uitzondering van enkele woensdag- en vrijdagavondrondes. De dameswedstrijden op zondag vangen om 12.45 uur aan en die van de heren om 14.45 uur. Indien een wedstrijd eerder is afgelast of omdat een team uitkomt in een Europees toernooi waardoor het dus op zondag is verhinderd kunnen dit soort wedstrijden ingehaald worden op een doordeweekse dag in de avond. Aan het einde van de competitie wordt aan de hand van de eindstand bepaald wie er deel mag nemen aan de Play-offs (plaats 1 t/m 4), wie aan de promotie-/degradatieplay-offs mag deelnemen (plaats 10 & 11) en wie er rechtstreeks degradeert naar de Promotieklasse (plaats 12).

### Kampioenschap
De winnaar van de play-offs is landskampioen van Nederland en mag in het volgend seizoen deelnemen aan de Euro Hockey League bij de mannen en bij de vrouwen aan de EuroHockey Club Champions Cup.

### Play-offs
Na de reguliere competitie volgt de ontknoping van de strijd om de landstitel in de vorm van play-offs (nacompetitie). Daarin spelen in de halve finales (best-of-three) de nummer één tegen de nummer vier, en de nummer twee tegen de nummer drie. Beide winnaars spelen vervolgens de finale, eveneens volgens het best-of-three-principe, en daaruit komt de landskampioen. Een best-of-three houdt in dat er in elk geval twee wedstrijden worden gespeeld, een keer thuis en een keer uit. Die wedstrijden moeten altijd een winnaar opleveren en wordt er dus bij een gelijke stand verlengd. Vanaf 2013 is de verlenging afgeschaft en worden bij een gelijke stand na de reguliere speeltijd direct shoot-outs genomen. Als beide ploegen na twee wedstrijden alsnog gelijk uitkomen, wordt een derde wedstrijd gespeeld op het veld van de club met het thuisvoordeel (de hoogst geëindigde in de reguliere competitie heeft het thuisvoordeel).
De vrouwen kennen het fenomeen play-offs sinds het seizoen 1992/93, bij de mannen volgde de introductie, op last van de KNHB, twee seizoenen later. Het gekozen systeem leidde aanvankelijk tot veel kritiek. Het zou 'niet eerlijk' zijn, want uiteindelijk zou de nummer vier zelfs kampioen kunnen worden. Het zou bovendien de reguliere competitie reduceren tot 'een niemendalletje'.
Al snel echter verstomde de kritiek. Menigeen zag in dat het Amerikaanse systeem een verrijking van de hockeysport betekende: meer spanning, meer toeschouwers, meer (bar)inkomsten en meer media-aandacht. Bovendien leren spelers en speelsters om wedstrijden onder druk te spelen, zo claimden de coaches, en daar konden met name de bondscoaches hun voordeel mee doen.
Pas in 2016/2017 claimde een ploeg die in het reguliere seizoen als vierde op de ranglijst was geëindigd ook de landstitel. De heren van Kampong presteerden dat, nadat 22 eerdere pogingen in de Heren Hoofdklasse en 24 in de Dames Hoofdklasse geen succes hadden opgeleverd.

#### Videoscheidsrechter
In de play off-finales (heren en dames) van 2017 wordt voor het eerst gebruikgemaakt van de videoscheidsrechter. Bij wedstrijden op de internationale toernooien als het WK, de Olympische Spelen en de EHL werd deze al langer ingezet. Tijdens een wedstrijd hebben beide teams de beschikking over één zogeheten referral. Hiermee kan een beroep worden gedaan op de videoscheidsrechter, die de desbetreffende situatie vervolgens vanuit een besloten ruimte op meerdere beeldschermen kan terugkijken. Heeft het aanvragende team gelijk, dan behoudt het de referral. Echter, heeft het team ongelijk dan verliest het de referral voor het restant van de wedstrijd. Scheidsrechters mogen bij twijfel altijd een beroep doen op de videoscheidsrechter.

#### Finales
Heren
| Jaar | Winnaar          |   | Finalist       | 1ste wed        | 2de wed         | 3de wed         |
| ---- | ---------------- | - | -------------- | --------------- | --------------- | --------------- |
| 2026 |                  | - |                |                 |                 |                 |
| 2025 | Amsterdam H&BC   | - | HC Kampong     | 3 - 4           | 2 - 1 (AMD wns) |                 |
| 2024 | HC Kampong       | - | HC Rotterdam   | 2 - 1           | 2 - 2           |                 |
| 2023 | Pinoké           | - | HC Bloemendaal | 1 - 1           | 4 - 0           |                 |
| 2022 | HC Bloemendaal   | - | Pinoké         | 3 - 3 (BLO wns) | 3 - 0           |                 |
| 2021 | HC Bloemendaal   | - | HC Kampong     | 2 - 2 (BLO wns) | 2 - 2 (BLO wns) |                 |
| 2020 | Geen ivm Corona* | - |                |                 |                 |                 |
| 2019 | HC Bloemendaal   | - | HC Kampong     | 2 - 1           | 1 - 2           | 2 - 0           |
| 2018 | HC Kampong       | - | Amsterdam H&BC | 1 - 1 (KAM wns) | 1 - 2           | 3 - 1           |
| 2017 | HC Kampong       | - | HC Rotterdam   | 1 - 1 (KAM wns) | 2 - 2 (KAM wnv) |                 |
| 2016 | Oranje Zwart     | - | Amsterdam H&BC | 1 - 2           | 3 - 2           | 3 - 2           |
| 2015 | Oranje Zwart     | - | HC Kampong     | 2 - 1           | 2 - 1 (wnv)     |                 |
| 2014 | Oranje Zwart     | - | HC Bloemendaal | 3 - 2           | 3 - 2           |                 |
| 2013 | HC Rotterdam     | - | Oranje Zwart   | 2 - 0           | 2 - 3           | 3 - 2           |
| 2012 | Amsterdam H&BC   | - | HC Rotterdam   | 3 - 2           | 2 - 1           |                 |
| 2011 | Amsterdam H&BC   | - | HC Bloemendaal | 3 - 2           | 1 - 1 (AMS wns) |                 |
| 2010 | HC Bloemendaal   | - | HGC            | 2 - 1           | 3 - 3 (BLO wns) |                 |
| 2009 | HC Bloemendaal   | - | Amsterdam H&BC | 5 - 3           | 2 - 3           | 1 - 0 (wnv)     |
| 2008 | HC Bloemendaal   | - | Amsterdam H&BC | 3 - 2           | 1 - 0           |                 |
| 2007 | HC Bloemendaal   | - | HGC            | 3 - 2           | 2 - 1           |                 |
| 2006 | HC Bloemendaal   | - | Amsterdam H&BC | 3 - 2           | 0 - 4           | 3 - 2           |
| 2005 | Oranje Zwart     | - | HC Bloemendaal | 3 - 2           | 1 - 1 (BLO wns) | 3 - 1           |
| 2004 | Amsterdam H&BC   | - | HC Bloemendaal | 3 - 1           | 3 - 0           |                 |
| 2003 | Amsterdam H&BC   | - | Oranje Zwart   | 3 - 2 (wnv)     | 3 - 2           |                 |
| 2002 | HC Bloemendaal   | - | Amsterdam H&BC | 1 - 0           | 2 - 1           |                 |
| 2001 | HC Den Bosch     | - | Oranje Zwart   | 4 - 2           | 2 - 1           |                 |
| 2000 | HC Bloemendaal   | - | HC Den Bosch   | 1 - 3           | 5 - 0           | 5 - 0           |
| 1999 | HC Bloemendaal   | - | Oranje Zwart   | 2 - 2 (BLO wns) | 3 - 4           | 2 - 2 (BLO wns) |
| 1998 | HC Den Bosch     | - | Amsterdam H&BC | 1 - 0           | 1 - 1 (AMS wns) | 2 - 1           |
| 1997 | Amsterdam H&BC   | - | HC Den Bosch   | 2 - 0           | 4 - 4 (AMS wns) |                 |
| 1996 | HGC              | - | HC Bloemendaal | 2 - 1           | 4 - 1           |                 |
| 1995 | Amsterdam H&BC   | - | HDM            | 1 - 1 (AMS wns) | 4 - 3           |                 |

* In 2019/2020 werd de competitie gestaakt en later definitief beëindigd vanwege de uitbraak in Nederland van het coronavirus SARS-CoV-2.
Dames
| Jaar | Winnaar          |   | Finalist       | 1ste wed        | 2de wed         | 3de wed         |
| ---- | ---------------- | - | -------------- | --------------- | --------------- | --------------- |
| 2026 |                  | - |                |                 |                 |                 |
| 2025 | HC Den Bosch     | - | SCHC           | 1 - 1           | 1 - 1 (DBO wns) |                 |
| 2024 | HC Den Bosch     | - | SCHC           | 1 - 0           | 3 - 2           |                 |
| 2023 | Amsterdam H&BC   | - | SCHC           | 2 - 2           | 2 - 2 (AMS wns) |                 |
| 2022 | HC Den Bosch     | - | SCHC           | 3 - 1           | 0 - 1           | 2 - 1           |
| 2021 | HC Den Bosch     | - | Amsterdam H&BC | 1 - 0           | 1 - 0           |                 |
| 2020 | Geen ivm Corona* | - |                |                 |                 |                 |
| 2019 | Amsterdam H&BC   | - | HC Den Bosch   | 2 - 1           | 2 - 0           |                 |
| 2018 | HC Den Bosch     | - | Amsterdam H&BC | 3 - 2           | 4 - 1           |                 |
| 2017 | HC Den Bosch     | - | Amsterdam H&BC | 1 - 0           | 2 - 1           |                 |
| 2016 | HC Den Bosch     | - | Amsterdam H&BC | 1 - 0           | 1 - 0           |                 |
| 2015 | HC Den Bosch     | - | SCHC           | 2 - 1           | 2 - 0           |                 |
| 2014 | HC Den Bosch     | - | SCHC           | 4 - 2           | 1 - 2           |                 |
| 2013 | Amsterdam H&BC   | - | HC Den Bosch   | 0 - 0 (DBO wns) | 2 - 1           | 3 - 1           |
| 2012 | HC Den Bosch     | - | MHC Laren      | 2 - 1           | 1 - 1 (DBO wns) |                 |
| 2011 | HC Den Bosch     | - | MHC Laren      | 2 - 1           | 2 - 0           |                 |
| 2010 | HC Den Bosch     | - | MHC Laren      | 1 - 1 (DBO wns) | 2 - 0           |                 |
| 2009 | Amsterdam H&BC   | - | HC Den Bosch   | 2 - 1           | 0 - 1 (wnv)     | 2 - 1           |
| 2008 | HC Den Bosch     | - | Amsterdam H&BC | 2 - 2 (DBO wns) | 3 - 2           |                 |
| 2007 | HC Den Bosch     | - | Amsterdam H&BC | 2 - 2 (AMS wns) | 5 - 3           | 2 - 0           |
| 2006 | HC Den Bosch     | - | Amsterdam H&BC | 4 - 1           | 1 - 1 (DBO wns) |                 |
| 2005 | HC Den Bosch     | - | Amsterdam H&BC | 4 - 1           | 3 - 2           |                 |
| 2004 | HC Den Bosch     | - | Amsterdam H&BC | 3 - 1           | 3 - 1           |                 |
| 2003 | HC Den Bosch     | - | MHC Laren      | 3 - 0           | 3 - 2 (wnv)     |                 |
| 2002 | HC Den Bosch     | - | HC Rotterdam   | 1 - 2           | 3 - 2 (wnv)     | 4 - 1           |
| 2001 | HC Den Bosch     | - | HC Rotterdam   | 2 - 1           | 2 - 0           |                 |
| 2000 | HC Den Bosch     | - | Amsterdam H&BC | 4 - 0           | 2 - 0           |                 |
| 1999 | HC Den Bosch     | - | Amsterdam H&BC | 2 - 1           | 1 - 1 (DBO wns) |                 |
| 1998 | HC Den Bosch     | - | Amsterdam H&BC | 0 - 0 (DBO wns) | 1 - 0 (wnv)     |                 |
| 1997 | HGC              | - | Amsterdam H&BC | 0 - 2           | 1 - 1 (HGC wns) | 1 - 1 (HGC wns) |
| 1996 | HGC              | - | HC Kampong     | 0 - 0           | 1 - 0           |                 |
| 1995 | HC Kampong       | - | HGC            | 3 - 1           | 2 - 0           |                 |
| 1994 | HC Kampong       | - | MOP            | 2 - 0           | 1 - 0           |                 |
| 1993 | HGC              | - | Amsterdam H&BC | 1 - 0           | 1 - 2 (HGC wns) |                 |

* In 2019/2020  werd de competitie gestaakt en later definitief beëindigd vanwege de uitbraak in Nederland van het coronavirus SARS-CoV-2.

### Promotie-/degradatieplay-offs
In het seizoen 2003/04 kwam er een ingrijpende verandering in de promotie-/degradatieregeling. Wisselden voorheen altijd de twee laagstgeklasseerden van plaats met de kampioenen van beide Overgangsklassen, tussen 2004 en 2011 vlogen alleen de nummers 12 eruit en speelden de nummers 11 en 10 nacompetitie om lijfsbehoud met overgangsklassers. De kampioenen van beide Overgangsklassen speelden tegen elkaar in een best-of-three, waarna de winnaar hiervan rechtstreeks was gepromoveerd naar de hoofdklasse en de verliezer het dan nog moest opnemen tegen de nummer 11 van de hoofdklasse. Dan was er nog de partij om de beste nummer twee van de overgangsklasse, want die mocht het dan opnemen tegen de nummer 10 van de hoofdklasse. Het best geëindigde team had altijd het thuisvoordeel.
Vanaf het seizoen 2011/12 werd de Overgangsklasse ingrijpend veranderd. Dit had tot gevolg voor de Hoofdklassecompetitie dat de nummers 10 en 11 respectievelijk nacompetitie spelen tegen de nummers 3 en 2 uit de promotiepoule van de Overgangsklasse. De hekkensluiter uit de Hoofdklasse wordt automatisch vervangen door kampioen van de Overgangsklassepromotiepoule. Per seizoen 2013-2014 is dit systeem weer afgeschaft en is de KNHB teruggekeerd naar het systeem dat twee jaar ervoor werd verlaten.
Vanaf seizoen 2018/19 geldt - met de invoering van de Promotieklasse tussen de Hoofdklasse en de Overgangsklasse - de volgende regeling:
- De nummer 12 van de Hoofdklasse degradeert rechtstreeks naar de Promotieklasse.
- De nummer 11 van de Hoofdklasse speelt om handhaving tegen de nummer 2 van de Promotieklasse.
- De nummer 10 van de Hoofdklasse speelt om handhaving tegen de nummer 3 van de Promotieklasse

## Europese kwalificatie
Uiteindelijk wordt met het play-offsysteem ook bepaald wie Europa in mag. Nederland mag sinds 2007 voor de EHL bij de mannen drie teams inschrijven. Eén ticket is bestemd voor de kampioen van de reguliere competitie en de andere twee tickets gaan naar de play-offfinalisten. Plaatst de kampioen van de reguliere competitie zich ook voor de finale van de play-offs (en heeft die dus al een EHL-ticket op zak), dan spelen de verliezend halvefinalisten tegen elkaar om het laatste EHL-ticket.
Bij de vrouwen was er tot 2019 geen EHL, maar een uitgebreidere Europacup I (EuroHockey Club Champions Cup). Hiervoor mag Nederland twee teams inschrijven. De landskampioen (na de play-offs) en de kampioen van de reguliere competitie nemen deel aan de Europacup. Is de kampioen van de reguliere competitie ook de uiteindelijke landskampioen, dan maakt de verliezend play-offfinalist aanspraak op het tweede Europacupticket. De EHL voor vrouwen werd pas ingevoerd in 2020 en sindsdien plaatst ook de landskampioen bij de vrouwen zich voor de EHL en gaan ook bij het vrouwentoernooi de andere twee tickets naar de play-offfinalisten. Ook hier geldt indien de kampioen van de reguliere competitie zich voor de finale plaatst, de verliezend halvefinalisten tegen elkaar spelen om het laatste EHL-ticket.

## Media
Beelden van de hoofdklasse zijn te volgen via bepaalde instanties. Met ingang van kalenderjaar 2017 is dit de situatie:
- Ziggo Sport zendt geregeld een wedstrijd uit via haar eigen kanaal. Na iedere speelronde brengt deze zender alle gespeelde wedstrijden bij de heren en de dames in beeld als samenvatting. Daarmee is hockey samen met voetbal in Nederland de enige sport waarvan alle wedstrijden op het hoogste niveau worden samengevat.[3]
- De NOS zendt vaak in de sportjournaals op tv na iedere speelronde een samenvatting uit van een wedstrijd. Met enige regelmaat zendt zij eveneens ook een topwedstrijd van de heren of de dames live uit op NPO 1.
- Op NPO Radio 1 zijn bij het programma Langs de Lijn tijdens de speelrondes flitsen te horen van wedstrijd(en), ook de regionale omroepen besteden aandacht aan de competitie in hun sportuitzendingen.
- De play-offs om het kampioenschap worden in de meeste gevallen door de NOS live uitgezonden op NPO 1 en Ziggo Sport. Zo niet, dan zijn de samenvattingen later te bekijken.
- Uitgezonden samenvattingen zijn ook in de meeste gevallen terug te vinden via de site van de NOS of Ziggo sport.
- Veel wedstrijden die de NOS integraal en/of in samenvatting uitzendt zijn via een livestream te volgen via www.nos.nl
- De website hockey.nl is de officiële nieuwssite van de KNHB met nieuws en reportages over onder meer de hoofdklasse en oranje.

## Kampioenen van Nederland sinds oprichting Hoofdklasse
De hoofdklasse werd voor het eerst ingevoerd bij de mannen in 1973 en de vrouwen volgden pas later in 1981. Sinds de invoering van de play-offs is de winnaar hiervan automatisch landskampioen.

### Heren
| seizoen   | club              |
| --------- | ----------------- |
| 1973/1974 | Kampong           |
| 1974/1975 | Amsterdam         |
| 1975/1976 | Kampong           |
| 1976/1977 | Klein Zwitserland |
| 1977/1978 | Klein Zwitserland |
| 1978/1979 | Klein Zwitserland |
| 1979/1980 | Klein Zwitserland |
| 1980/1981 | Klein Zwitserland |
| 1981/1982 | Klein Zwitserland |
| 1982/1983 | Klein Zwitserland |
| 1983/1984 | Klein Zwitserland |
| 1984/1985 | Kampong           |
| 1985/1986 | Bloemendaal       |
| 1986/1987 | Bloemendaal       |
| 1987/1988 | Bloemendaal       |
| 1988/1989 | Bloemendaal       |

| seizoen   | club         |
| --------- | ------------ |
| 1989/1990 | HGC          |
| 1990/1991 | Bloemendaal  |
| 1991/1992 | HDM          |
| 1992/1993 | Bloemendaal  |
| 1993/1994 | Amsterdam    |
| 1994/1995 | Amsterdam    |
| 1995/1996 | HGC          |
| 1996/1997 | Amsterdam    |
| 1997/1998 | Den Bosch    |
| 1998/1999 | Bloemendaal  |
| 1999/2000 | Bloemendaal  |
| 2000/2001 | Den Bosch    |
| 2001/2002 | Bloemendaal  |
| 2002/2003 | Amsterdam    |
| 2003/2004 | Amsterdam    |
| 2004/2005 | Oranje Zwart |

| seizoen   | club             |
| --------- | ---------------- |
| 2005/2006 | Bloemendaal      |
| 2006/2007 | Bloemendaal      |
| 2007/2008 | Bloemendaal      |
| 2008/2009 | Bloemendaal      |
| 2009/2010 | Bloemendaal      |
| 2010/2011 | Amsterdam        |
| 2011/2012 | Amsterdam        |
| 2012/2013 | Rotterdam        |
| 2013/2014 | Oranje Zwart     |
| 2014/2015 | Oranje Zwart     |
| 2015/2016 | Oranje Zwart     |
| 2016/2017 | Kampong          |
| 2017/2018 | Kampong          |
| 2018/2019 | Bloemendaal      |
| 2019/2020 | Geen ivm Corona* |
| 2020/2021 | Bloemendaal      |

| seizoen   | club        |
| --------- | ----------- |
| 2021/2022 | Bloemendaal |
| 2022/2023 | Pinoké      |
| 2023/2024 | Kampong     |

* In 2019/2020 werd de competitie gestaakt en later definitief beëindigd vanwege de uitbraak in Nederland van het coronavirus SARS-CoV-2.

### Dames
| seizoen   | club      |
| --------- | --------- |
| 1981/1982 | HGC       |
| 1982/1983 | Amsterdam |
| 1983/1984 | Amsterdam |
| 1984/1985 | HGC       |
| 1985/1986 | HGC       |
| 1986/1987 | Amsterdam |
| 1987/1988 | HGC       |
| 1988/1989 | Amsterdam |
| 1989/1990 | HGC       |
| 1990/1991 | Amsterdam |
| 1991/1992 | Amsterdam |
| 1992/1993 | HGC       |
| 1993/1994 | Kampong   |

| seizoen   | club      |
| --------- | --------- |
| 1994/1995 | Kampong   |
| 1995/1996 | HGC       |
| 1996/1997 | HGC       |
| 1997/1998 | Den Bosch |
| 1998/1999 | Den Bosch |
| 1999/2000 | Den Bosch |
| 2000/2001 | Den Bosch |
| 2001/2002 | Den Bosch |
| 2002/2003 | Den Bosch |
| 2003/2004 | Den Bosch |
| 2004/2005 | Den Bosch |
| 2005/2006 | Den Bosch |
| 2006/2007 | Den Bosch |

| seizoen   | club                |
| --------- | ------------------- |
| 2007/2008 | Den Bosch           |
| 2008/2009 | Amsterdam           |
| 2009/2010 | Den Bosch           |
| 2010/2011 | Den Bosch           |
| 2011/2012 | Den Bosch           |
| 2012/2013 | Amsterdam           |
| 2013/2014 | Den Bosch           |
| 2014/2015 | Den Bosch           |
| 2015/2016 | Den Bosch           |
| 2016/2017 | Den Bosch           |
| 2017/2018 | Den Bosch           |
| 2018/2019 | Amsterdam           |
| 2019/2020 | Geen i.v.m. Corona* |

| seizoen   | club      |
| --------- | --------- |
| 2020/2021 | Den Bosch |
| 2021/2022 | Den Bosch |
| 2022/2023 | Amsterdam |
| 2023/2024 | Den Bosch |
| 2024/2025 | Den Bosch |

* In 2019/2020 werd de competitie gestaakt en later definitief beëindigd vanwege de uitbraak in Nederland van het coronavirus SARS-CoV-2.

## Topscorers Hoofdklasse
| Seizoen | Speler                                          | Club              | Aantal |
| ------- | ----------------------------------------------- | ----------------- | ------ |
| 1973/74 | Paul Litjens Patty Mundt                        | Kampong Hattem    | 20     |
| 1974/75 | Paul Litjens                                    | Kampong           | 28     |
| 1975/76 | Paul Litjens                                    | Kampong           | 28     |
| 1976/77 | Paul Litjens                                    | Kampong           | 18     |
| 1977/78 | Paul Litjens                                    | Kampong           | 26     |
| 1978/79 | Paul Litjens                                    | Kampong           | 24     |
| 1979/80 | Paul Litjens                                    | Kampong           | 38     |
| 1980/81 | Ties Kruize                                     | Klein Zwitserland | 57     |
| 1981/82 | Ties Kruize                                     | Klein Zwitserland | 42     |
| 1982/83 | Ties Kruize Hidde Kruize                        | Klein Zwitserland | 26     |
| 1983/84 | Maarten van Grimbergen                          | Klein Zwitserland | 25     |
| 1984/85 | Rick Volkers                                    | Kampong           | 21     |
| 1985/86 | Patrick Faber                                   | Amsterdam         | 25     |
| 1986/87 | Floris Jan Bovelander                           | Bloemendaal       | 27     |
| 1987/88 | Floris Jan Bovelander                           | Bloemendaal       | 25     |
| 1988/89 | Floris Jan Bovelander                           | Bloemendaal       | 36     |
| 1989/90 | Floris Jan Bovelander                           | Bloemendaal       | 24     |
| 1990/91 | Floris Jan Bovelander                           | Bloemendaal       | 32     |
| 1991/92 | Gijs Weterings                                  | HGC               | 28     |
| 1992/93 | Taco van den Honert                             | Amsterdam         | 27     |
| 1993/94 | Floris Jan Bovelander                           | Bloemendaal       | 28     |
| 1994/95 | Taco van den Honert                             | Amsterdam         | 42     |
| 1995/96 | Bram Lomans                                     | HGC               | 26     |
| 1996/97 | Bram Lomans                                     | HGC               | 33     |
| 1997/98 | Bram Lomans Piet-Hein Geeris Richard de Snaijer | HGC Den Bosch hdm | 29     |
| 1998/99 | Bram Lomans                                     | HGC               | 29     |
| 1999/00 | Paul Robert Lankhout                            | Kampong           | 31     |
| 2000/01 | Teun de Nooijer                                 | Bloemendaal       | 24     |
| 2001/02 | Sander Dreesmann                                | Klein Zwitserland | 24     |
| 2002/03 | Taeke Taekema                                   | Klein Zwitserland | 33     |
| 2003/04 | David Mathews                                   | Amsterdam         | 34     |
| 2004/05 | Roderick Weusthof                               | SCHC              | 27     |
| 2005/06 | Roderick Weusthof                               | SCHC              | 34     |
| 2006/07 | Christopher Zeller                              | Bloemendaal       | 47     |
| 2007/08 | Taeke Taekema                                   | Amsterdam         | 43     |
| 2008/09 | Roderick Weusthof                               | SCHC              | 34     |
| 2009/10 | Ashley Jackson                                  | HGC               | 29     |
| 2010/11 | Taeke Taekema                                   | Amsterdam         | 27     |
| 2011/12 | Roderick Weusthof                               | Rotterdam         | 34     |
| 2012/13 | Jeroen Hertzberger                              | Rotterdam         | 26     |
| 2013/14 | Mink van der Weerden                            | Oranje Zwart      | 36     |
| 2014/15 | Justin Reid-Ross                                | Amsterdam         | 34     |
| 2015/16 | Gonzalo Peillat                                 | HGC               | 33     |
| 2016/17 | Jeroen Hertzberger                              | Rotterdam         | 28     |
| 2017/18 | Jeroen Hertzberger                              | Rotterdam         | 28     |
| 2018/19 | Jeroen Hertzberger                              | Rotterdam         | 23     |
| 2019/20 | Tim Swaen                                       | Bloemendaal       | 19     |
| 2020/21 | Alexander Hendrickx                             | Pinoké            | 21     |
| 2021/22 | Alexander Hendrickx                             | Pinoké            | 25     |
| 2022/23 | Jeroen Hertzberger                              | Rotterdam         | 36     |
| 2023/24 | Jip Janssen                                     | Kampong           | 24     |
| 2024/25 | Timo Boers                                      | Den Bosch         | 28     |

| Seizoen | Speelster                                      | Club               | Aantal |
| ------- | ---------------------------------------------- | ------------------ | ------ |
| 1981/82 | Sandra Le Poole                                | Amsterdam          | 31     |
| 1982/83 | Lisanne Lejeune                                | HGC                | 21     |
| 1983/84 | Helen van der Ben                              | Amsterdam          | 25     |
| 1984/85 | Lisanne Lejeune                                | HGC                | 31     |
| 1985/86 | Lisanne Lejeune                                | HGC                | 38     |
| 1986/87 | Lisanne Lejeune                                | HGC                | 46     |
| 1987/88 | Lisanne Lejeune                                | HGC                | 34     |
| 1988/89 | Helen van der Ben                              | Amsterdam          | 24     |
| 1989/90 | Helen van der Ben                              | AAmsterdam         | 22     |
| 1990/91 | Helen van der Ben                              | Amsterdam          | 25     |
| 1991/92 | Wietske de Ruiter                              | HGC                | 46     |
| 1992/93 | Wietske de Ruiter Mieketine Wouters            | HGC Amsterdam      | 20     |
| 1993/94 | Frederiek Grijpma                              | Laren              | 20     |
| 1994/95 | Wietske de Ruiter                              | HGC                | 26     |
| 1995/96 | Wietske de Ruiter                              | HGC                | 21     |
| 1996/97 | Suzan van der Wielen Mieketine Wouters         | HGC Amsterdam      | 20     |
| 1997/98 | Suzan van der Wielen Pietie Coetzee            | HGC Amsterdam      | 22     |
| 1998/99 | Frederiek Grijpma                              | Amsterdam          | 22     |
| 1999/00 | Ageeth Boomgaardt                              | Den Bosch          | 25     |
| 2000/01 | Mieketine Wouters                              | Laren              | 25     |
| 2001/02 | Mijntje Donners                                | Den Bosch          | 36     |
| 2002/03 | Alyson Annan                                   | Klein Zwitserland  | 26     |
| 2003/04 | Ageeth Boomgaardt                              | Den Bosch          | 36     |
| 2004/05 | Mijntje Donners                                | Den Bosch          | 33     |
| 2005/06 | Mijntje Donners                                | Den Bosch          | 25     |
| 2006/07 | Kim Lammers                                    | Laren              | 34     |
| 2007/08 | Maartje Paumen                                 | Den Bosch          | 23     |
| 2008/09 | Maartje Paumen                                 | Den Bosch          | 44     |
| 2009/10 | Maartje Paumen                                 | Den Bosch          | 27     |
| 2010/11 | Maartje Paumen                                 | Den Bosch          | 43     |
| 2011/12 | Kim Lammers                                    | Laren              | 40     |
| 2012/13 | Maartje Paumen                                 | Den Bosch          | 37     |
| 2013/14 | Maartje Paumen                                 | Den Bosch          | 29     |
| 2014/15 | Maartje Paumen                                 | Den Bosch          | 32     |
| 2015/16 | Maartje Paumen                                 | Den Bosch          | 31     |
| 2016/17 | Maartje Paumen                                 | Den Bosch          | 23     |
| 2017/18 | Pien van Nes Charlotte Vega Caia van Maasakker | HDM Amsterdam SCHC | 16     |
| 2018/19 | Ginella Zerbo                                  | SCHC               | 24     |
| 2019/20 | Frédérique Matla                               | Den Bosch          | 25     |
| 2020/21 | Frédérique Matla                               | Den Bosch          | 24     |
| 2021/22 | Frédérique Matla                               | Den Bosch          | 35     |
| 2022/23 | Yibbi Jansen                                   | SCHC               | 23     |
| 2023/24 | Frédérique Matla                               | Den Bosch          | 27     |
| 2024/25 | Frédérique Matla                               | Den Bosch          | 22     |

## Trivia
- Op 19 april 2015 zorgde Mink van der Weerden van Oranje Zwart in de thuiswedstrijd tegen HGC voor een clubrecord in de hoofdklasse door zes keer in één wedstrijd te scoren.[4] Het was het grootste aantal doelpunten gemaakt door één speler in een Hoofdklasse-duel sinds Taeke Taekema er zes maakte namens Amsterdam tegen SCHC op 14 november 2010 (0-8). Het Hoofdklasse-record aller tijden blijft stevig in handen van Ties Kruize die elf keer scoorde in de 15-0 zege van Klein Zwitserland op Breda op 15 maart 1981.